# Microthyriales
Microthyriales is een orde van Dothideomycetes uit de subklasse Dothideomycetidae.
Tot deze orde behoren afgeplatte, hemisferische schimmels met een opening (door middel van porie of scheur). Een basis ontbreekt meestal. Het zijn vooral tropische schimmels. Er zijn ongeveer 1200 soorten.

## Taxonomie
De taxonomische indeling van Microthyrialesis als volgt:
Orde: Microthyrialesis
- Familie: Microthyriaceae